# 752
El 752 (DCCLII) fou un any de traspàs iniciat en dissabte pertanyent a l'edat mitjana.

## Esdeveniments
- Coronació de Pipí I el Breu, elegit rei dels francs l'any anterior
  - Campanya de Pipí el Breu per conquerir la Septimània, la qual s'assolirà el 759[1]
- Creació dels Estats Pontificis
- Els musulmans ataquen Sardenya[2]

## Naixements
- Irene d'Atenes

## Necrològiques
- Zacaries I
- Papa Esteve
- Eutiqui de Ravenna